# إدوين كيرك
إدوين كيرك (6 مايو 1867 في المملكة المتحدة - 8 أبريل 1957) (بالإنجليزية: Edwin Kirk)‏ هو لاعب كريكت بريطاني وبريطاني (وحمل سابقاً جنسية المملكة المتحدة لبريطانيا العظمى وأيرلندا). لعب مع نادي وارويكشاير للكريكيت ‏.

## وصلات خارجية
- إدوين كيرك على موقع إي آس بي آن كريك إنفو (الإنجليزية)